# Flughafen Berlin-Tegel
Flughafen Berlin-Tegel "Otto Lilienthal", også benævnt Berlin-Tegel Airport (IATA: TXL, ICAO: EDDT), var den vigtigste internationale lufthavn i Berlin, Tyskland. Den ligger i Tegel i Reinickendorf-distriktet. I 2008 betjente lufthavnen over 14.530.000 passagerer, hvilket gjorde den til den største af lufthavnene i Berlin. Lufthavnen lukkede i oktober 2020, og blev afløst af Berlin-Brandenburg International Airport da den stod klar. I oktober 2020 lettede det sidste kommercielle fly fra Tegel mod München.

## Historie
Området i Tegel blev i 1930 åbnet til brug for raketaffyringer. Under blokaden af Berlin blev der opført en lufthavn på stedet. På under 2 måneder havde man bygget færdigt, og kunne i december 1948 præsentere Europas længste landingsbane (2,428 m) som et alternativ til Tempelhof Lufthavn, der blev brugt under luftbroen.
Først i 1960 påbegyndtes civil lufttrafik fra lufthavnen. Det var Air France, der som det første selskab flyttede sine flyvninger fra Tempelhof til Tegel. Dette var primært fordi den lange landingsbane i Tegel kunne håndtere de nye jetfly som Boeing 707 og Douglas DC-8 med fuld last.